# Vice-président de la République française
Le vice-président de la République française est une fonction qui n'exista en France que pendant la Deuxième République (1848-1852), et qui n'a eu qu'un seul titulaire : Henri Georges Boulay de la Meurthe, du 20 janvier 1849 au 14 janvier 1852.
Elle ne fut jamais rétablie, malgré des discussions ponctuelles au cours des années fondatrices de la Cinquième République. Le président du Sénat est désigné pour assurer l'intérim du président.

## Sélection et fonctions
La vice-présidence a été instaurée au début de la Deuxième République par la Constitution du 4 novembre 1848, notamment ses articles 45, 70 et 71. La fonction s'inspire largement de celle du vice-président des États-Unis, comme le sont d'autres éléments de la nouvelle constitution, qui crée le seul système présidentiel de la France, avec l'introduction d'un président, fonction dont la Première République s'était passée.
Le titulaire n'était cependant pas élu aux côtés du président sur une liste, mais lors d'une élection indirecte par l'Assemblée nationale dans le mois suivant l'élection présidentielle (élection directe), à partir d'une liste de trois noms proposés par le nouveau président. Afin d'éviter les liens dynastiques après le renversement de la monarchie de Juillet, les membres de la famille du président (« parents ou proches du président jusqu'au sixième degré inclus ») furent exclus de cette fonction (70). Comme le président, le vice-président ne pouvait être réélu, ou être élu président lui-même, qu'après un intervalle de quatre ans (45).
En outre, le vice-président devait assurer l'intérim du président si celui-ci était dans l'incapacité d'exercer sa fonction, mais ne pouvait pas accéder à ce poste si celui-ci devenait vacant : un nouveau président devait être élu dans un délai d'un mois (70).
Le vice-président était ex officio le président du Conseil d'État (71), un poste qui a toujours été occupé par un membre de l'exécutif (aujourd'hui le Premier ministre).
Henri Georges Boulay de la Meurthe fut élu à la nouvelle fonction le 20 janvier 1849, comme choix préféré du président Louis-Napoléon Bonaparte, qui avait également proposé le comte Achille Baraguey d'Hilliers et Alexandre-François Vivien. Il fut un partisan dévoué et discret de Bonaparte pendant les trois années suivantes ; un biographe écrit qu'il était « toujours en retrait, ne se mêlant de rien, pas même de ses prérogatives ». Il soutint son coup d'État du 2 décembre 1851 ; bien qu'il soit resté formellement vice-président, la Constitution de 1848 fut en pratique suspendue jusqu'à ce que la Constitution du 14 janvier 1852 entrât en vigueur et abolît cette fonction. Il fut récompensé par un siège à vie au Sénat rétabli.

## Élection à la vice-présidence de 1849
| Candidate                          | Votes | %       |
| ---------------------------------- | ----- | ------- |
| Henri Georges Boulay de la Meurthe | 417   | 60,00%  |
| Achille Baraguey d’Hilliers        | 1     | 0,14%   |
| Alexandre-François Vivien          | 277   | 39,86%  |
| Total des votants                  | 695   | 100,00% |
| Majorité absolue                   | 348   |         |
| Votes blancs                       | 19    |         |

L'ordre est celui dans lequel le président Bonaparte avait présenté ses trois candidats, dans une lettre du 18 janvier 1849. L'élection eut lieu le 20 janvier suivant. Bien que la Constitution ne prévît pas de mode de scrutin, le président de l'Assemblée précisa que l'élection requérait la majorité absolue des suffrages exprimés. Elle se déroula en un seul tour. Henri Boulay de La Meurthe est élu vice-président et prête immédiatement serment.

## Développements ultérieurs
L'intérim de la présidence en cas d'empêchement ou de vacance fut dévolu au Conseil des ministres sous la Troisième République, au président de l'Assemblée nationale sous la Quatrième République puis au président du Sénat sous la Cinquième République.
Dans les années 1960, après les années de fondation de la Cinquième République, des propositions ont été formulées au sein de la majorité de droite pour créer une vice-présidence, certaines liées à la perspective de transformer son système semi-présidentiel en système présidentiel. L'une d'elles fut proposée en privé par Jacques Chaban-Delmas, président de l'Assemblée nationale, au président Charles de Gaulle après qu'il eut échappé à l'attentat du Petit-Clamart en 1962, et il y eut des discussions à la 3e Conférence de l'UNR en novembre 1963, qui, par coïncidence, s'est tenue dans les jours qui ont suivi l'assassinat de John F. Kennedy. D'autres furent réalisées par Pierre Marcilhacy en 1964 et par Paul Coste-Floret et Achille Peretti en 1966. De Gaulle et son entourage y virent cependant une manœuvre pour faciliter sa retraite, et les propositions restèrent lettre morte ; il déclara d’un éventuel vice-président : « Il serait ma veuve. ».
Les personnalités influentes de l'exécutif ayant un lien personnel étroit avec le président, ou une position suffisamment forte pour contourner le Premier ministre, ont parfois été qualifiées de façon informelle de « vice-président », par exemple Claude Guéant, qui fut secrétaire général de la présidence puis ministre de l'Intérieur sous Nicolas Sarkozy, et auparavant son directeur de cabinet et directeur de campagne présidentielle[réf. nécessaire] ; et Ségolène Royal, en tant que ministre du Développement durable sous François Hollande, les deux étant un ancien couple de trois décennies et les parents de quatre enfants.